# 多賀城市議会
多賀城市議会（たがじょうしぎかい）は、宮城県多賀城市の地方議会である。

## 概要
- 定数：18人
- 任期：4年。議会解散が実施されれば任期満了前であっても議員任期は終了する。
- 前回選挙：2023年（令和5年）8月27日投開票[1]

- 選挙区：市全体を1選挙区とする大選挙区制（単記非移譲式）
- 所在地：宮城県多賀城市中央二丁目1番1号
- 主な役割：審議、議決、一般質問、代表質問、同意、市政のチェック、請願や陳情の審査、意見書の提出、調査研究、充て職、行政行事出席、行政視察等

### 委員会
- 議会運営委員会

#### 常任委員会
- 文教厚生常任委員会
- 総務産業常任委員会

#### 特別委員会
- 広報特別委員会
- 議会改革推進会議

### 定例会
- 3月、6月、9月、12月

### 事務局
- 議会事務局

## 会派
| 会派名                 | 議員数 | 所属党派   | 議員名（◎は会長）                                                      | 女性議員数 |
| ---------------------- | ------ | ---------- | ---------------------------------------------------------------------- | ---------- |
| 自由民主党多賀城市議団 | 7      | 自由民主党 | 米澤まき子、佐藤雅博、鈴木新津男、千葉文昭、本間圭、大場和晃、大内裕太 | 1          |
| 日本共産党多賀城市議団 | 3      | 日本共産党 | 中田定行、峪道子、伊藤真弓                                             | 2          |
| 公明党多賀城市議団     | 3      | 公明党     | 根本朝栄、阿部正幸、齋藤裕子                                           | 1          |
| 新世紀クラブ           | 1      | 無所属     | 竹谷英昭                                                               | 0          |
| 市民クラブ             | 1      | 無所属     | 昌浦泰巳                                                               | 0          |
| 多賀城市民の会         | 1      | 無所属     | 板橋恵一                                                               | 0          |
| 多賀城の未来を照らす会 | 1      | 無所属     | 池田純                                                                 | 0          |
| 無会派                 | 1      | 無所属     | 森長一郎                                                               | 0          |
| 計                     | 18     |            |                                                                        | 4          |

（令和5年9月20日現在）

## 議員報酬等
| 役職   | 議員報酬        | 政務活動費     |
| ------ | --------------- | -------------- |
| 議長   | 月額 51万3000円 | 月額 1万5000円 |
| 副議長 | 月額 43万9000円 | 月額 1万5000円 |
| 議員   | 月額 40万7000円 | 月額 1万5000円 |

- 別途、年2回期末手当あり
- 政務活動費の残金は市に返還する義務がある
- 議員年金は2011年（平成23年）6月1日で廃止されている